# Rozłaski Bór
Rozłaski Bór – przysiółek wsi Rozłazino w Polsce, położony w województwie pomorskim, w powiecie wejherowskim, w gminie Łęczyce. Wchodzi w skład sołectwa Rozłazino.
Do końca II wojny osada nosiła nazwę "Kol. Boor". Po wojnie nazwa została zmieniona na "Rozłaski Bór".
W latach 1975–1998 przysiółek administracyjnie należał do województwa gdańskiego.